# Sarah Bryant (Virtua Fighter)
Sarah Bryant este un personaj din seria de jocuri de luptă Virtua Fighter. Conform Virtua Fighter Wiki,ea are 20 de ani și are o greutate de 51 de kilograme. Ea este una dintre cele mai recunoscute personaje din Virtua Fighter.

## Secret înDead Or Alive 5
În acest joc de lupte, Sarah poate fi deblocată ca un personaj secret. Printre care și alte personaje,Sarah Bryant face mai multe apariții în jocuri de lupte.

## Virtua Fighter 5
În jocul Virtua Fighter 5, o echipă necunoscută numită Judgement Six (J6) vrea să o rapească pe Sarah Bryant,și ea este în mare pericol.

## Recepție
Numeroase site-uri au desemnat-o una dintre cele mai frumoase personaje din jocuri video,printre care,notabil,site-ul portughez de blog Anime Sussy,care a pus-o pe locul 76 în top 100 cele mai frumoase fete din jocuri video,în 2011.